# 三都毛蕨
三都毛蕨（学名：Cyclosorus sanduensis）为金星蕨科毛蕨属下的一个种。目前学名已修订，接受名为三合毛蕨（Cyclosorus calvescens）。